# Francisco Piria
Francisco Piria (Montevideo, 21 d'agost de 1847 - ídem, 11 de desembre de 1933) empresari uruguaià que va crear el balneari conegut com a Piriápolis.
Fill d'emigrants genovesos, el 1890 compra 2.700 quadres de camp, extensió que anava des del turó Pan de Azúcar fins al mar. Aquell mateix any havia realitzat un viatge a Europa, en conseqüència del qual va sorgir la seva inspiració per a l'explotació turìstica de les costes uruguaianes.
Ja de tornada a l'Uruguai i als 16 anys s'enrola com a voluntari en una caserna, la seva única ocupació coneguda, car posteriorment ja va començar a donar els seus primers passos com a "home de negocis" en un petit establiment que va fundar en el Mercat Vell de Montevideo, el qual va mantenir fins a l'any 1875.
Per aquells anys va començar a dedicar-se en venda de solars en quotes a Montevideo, activitat en la qual va forjar gran part de la seva fortuna i a través de la qual es va fer responsable de gran part de l'actual fisonomia de la ciutat, en fundar setanta barris a Montevideo i altres punts en l'interior del país.
Paral·lelament amb aquestes activitats, es va dedicar al periodisme i a la literatura, sent creador del diari La tribuna popular, un diari de l'època que es proclamava liberal i a través del qual va deixar constància de la seva oposició a govern i polítics de l'època, al mateix temps que va escriure les seves memòries de viatges a Europa i altres departaments de la República.
L'any 1890 Piria decideix fundar el seu "Establiment Agronòmic", que, després de visites a diferents zones del país decideix que sigui instal·lat als voltants del turó Pan de Azúcar.
| « | El 1889 tornàvem d'un dels viatges al vell continent, quan un amic ens va dir que s'estava projectant a la costa de Maldonado entre Punta Ballena i Laguna del Diario. Aprofitant les festes de carnaval vam emprendre un viatge a Maldonado, Punta del Este i Laguna del Diario, Punta Ballena i Portezuelo. Quan visitem Punta del Este no n'hi havia allà més que el Far, unes salines abandonades. En aquell temps només hi havia allà un petit establiment on preparava peix molt ric en escabetx, Don Juan Risso. Seguim rumb fins que a l'altre dia arribem a Pan de Azúcar, poques hores més tard visitem la platja del que es diu Puerto del Inglés (avui conegut com turó San Antonio). Havíem recorregut mig Europa, visitant la major part dels seus balnearis, les seves muntanyes, boscos, valls, llocs estiuencs i recreatius, vistes tantes belleses els immensos tresors i tanmateix aquell racó encantador ens va captivar. Veure aquesta localitat i apassionar-nos d'ella tot va ser un. | » |

És així que amb la compra de la fracció de camp de 2.700 hectàrees (des del turó Pan de Azúcar fins al mar) comença llavors el seu projecte agrari en el qual es va dedicar al cultiu de tabac, raïm (i en conseqüència vins i un licor denominat posteriorment cognacquina) i olives. A força de cavalls i bous i sense més transports que cavalls i carretes comença també amb l'extracció de granits (obtinguts del mateix turó Pan de Azúcar), els quals tallats i processats al lloc eren comercialitzats a Montevideo i Buenos Aires.
Va enviar mostres de terra a París per a la seva anàlisi i va importar d'Itàlia i França ceps, castany i oliveres. Per a la cura i desenvolupament d'aquests ceps va contractar a Europa Brenno Benedetti, avi de l'escriptor Mario Benedetti. El 1896, la bodega, que encara es conserva, estava en planeja producció i proveïa a la ciutat que sorgia, possibilitant a més l'exportació de vins.
L'administració es feia a La Central, el que és avui Quebradas del Castillo. Allà s'emportava la documentació corresponent i diàriament es distribuïa el personal de les quadrilles.
Com a destinatari final i proposta principal de tot el complex d'activitats productives apareixia Piriápolis, "la ciutat balnearia de l'avenir", somni a què Piria dedicaria els seus majors esforços.